# Dolmen von Combescure
Der Dolmen von Combescure (auch Le Douyounet genannt) ist eine megalithische Grabanlage bei Combescure, einem Dorf auf dem Gemeindegebiet der Commune nouvelle Cœur de Causse im Département Lot in Frankreich. Dolmen ist in Frankreich der Oberbegriff für neolithische Megalithanlagen aller Art (siehe: Französische Nomenklatur).

## Lage
Der Dolmen liegt südlich von Combescure, direkt an der Ortsteilsgrenze zwischen Fontanes-du-Causse und Labastide-Murat auf dem höchsten Punkt einer Erhebung. 80 m südsüdwestlich befindet sich ein kleinerer künstlicher Hügel. In der näheren Umgebung gibt es mehrere weitere megalithische Grabanlagen: 1,6 km westlich befindet sich der Dolmen 1 von Cambajou und 2,6 km westlich der Dolmen de Pierre-Basse (beide auf dem Gemeindegebiet von Montfaucon).

## Forschungsgeschichte
Die Grabkammer wurde im späten 19. Jahrhundert freigelegt, als die Hügelschüttung nach Steinen für den Straßenbau durchsucht wurde. Eine erste Beschreibung der Anlage erfolgte 1889 durch E. Castagné. 1962 erfolgte eine Nachuntersuchung durch Lafage und Champault.

## Beschreibung
Der Dolmen besitzt eine Hügelschüttung mit einem Durchmesser von 16 m und einer Höhe von 2,5 m, welche die Grabkammer ursprünglich vollständig umschloss. Die Kammer hat eine Breite von 1,10 m und besitzt je eine Wandplatte an den Seiten. Die rechte ist 3,00 m lang, 1,15 m hoch und 0,25 m dick. Die linke ist 3,30 m lang, 1,15 m hoch und 0,25 m dick. An der Rückseite befindet sich eine Abschlussplatte mit einer Breite von 1,05 m, einer Höhe von 1,10 m und einer Dicke von 0,20 m. Auf diesen drei Steinen ruht eine mächtige Deckplatte aus Kalkstein mit einer Läne von 4,10 m, einer Breite von 3,40 m und einer Dicke von 0,65 m. Ihr Gewicht beträgt mindestens 20 t. Der Zugang zur Kammer weist nach Osten.
Bei der ersten Aufdeckung der Grabkammer wurden Knochen und nicht näher bezeichnete Waffen gefunden, die nicht aufbewahrt wurden. Lafage und Champault fanden bei ihrer Nachuntersuchung ein Bronzeschwert mit angelöteter Spitze, das aus einer Nachbestattung aus der Hallstattzeit (etwa 800–450 v. Chr.) stammt.